# Châtenoy (Seine-et-Marne)
Châtenoy ist eine französische Gemeinde mit 157 Einwohnern (Stand 1. Januar 2022) im Département Seine-et-Marne in der Region Île-de-France. Sie gehört zum Kanton Nemours im Arrondissement Fontainebleau. Die Bewohner nennen sich Castelnéociens.

## Lage
Die Gemeinde liegt im Regionalen Naturpark Gâtinais français.
Châtenoy grenzt im Nordwesten an Chevrainvilliers, im Nordosten an Ormesson, im Südosten an Faÿ-lès-Nemours und im Südwesten an Aufferville.

## Bevölkerungsentwicklung
| Jahr      | 1962 | 1968 | 1975 | 1982 | 1990 | 1999 | 2008 | 2014 |
| --------- | ---- | ---- | ---- | ---- | ---- | ---- | ---- | ---- |
| Einwohner | 151  | 135  | 129  | 122  | 100  | 134  | 139  | 170  |

## Sehenswürdigkeiten
Siehe auch: Liste der Monuments historiques in Châtenoy (Seine-et-Marne)
- Kirche Saint-Loup-de-Sens, Monument historique
- Schloss (ehemaliges Herrenhaus)